# سفارة باهاماس في الولايات المتحدة
سفارة باهاماس في الولايات المتحدة هي أرفع تمثيل دبلوماسي لدولة باهاماس لدى الولايات المتحدة. تقع السفارة في شمال غربي واشنطن العاصمة وهي تهدف لتعزيز المصالح الباهاماسية في الولايات المتحدة.

## وصلات خارجية
- قائمة سفارات باهاماس
- قائمة السفارات في الولايات المتحدة